# Chaskowo (gmina)
Chaskowo (bułg. Община Хасково) – gmina w południowej Bułgarii, w obwodzie Chaskowo.

## Miejscowości
Miejscowości wchodzące w skład gminy Chaskowo:
- Aleksandrowo (bułg. Александрово),
- Brjagowo (bułg. Брягово),
- Chaskowo (bułg. Хасково) – stolica gminy,
- Dinewo (bułg. Динево),
- Dołno Wojwodino (bułg. Долно Войводино),
- Dołno Golemanci (bułg. Долно Големанци),
- Elena (bułg. Елена),
- Garwanowo (bułg. Гарваново),
- Golemanci (bułg. Големанци),
- Gorno Wojwodino (bułg. Горно Войводино),
- Gyłybec (bułg. Гълъбец),
- Kłokotnica (bułg. Клокотница),
- Kniżownik (bułg. Книжовник),
- Konusz (bułg. Конуш),
- Koren (bułg. Корен),
- Kozlec (bułg. Козлец),
- Kriwo pole (bułg. Криво поле),
- Lubenowo (bułg. Любеново),
- Malewo (bułg. Малево),
- Manastir (bułg. Манастир),
- Mandra (bułg. Мандра),
- Maslinowo (bułg. Маслиново),
- Momino (bułg. Момино),
- Nikołowo (bułg. Николово),
- Nowa Nadeżda (bułg. Нова Надежда),
- Orłowo (bułg. Орлово),
- Podkrepa (bułg. Подкрепа),
- Rodopi (bułg. Родопи),
- Stambolijski (bułg. Стамболийски),
- Stojkowo (bułg. Стойково),
- Sziroka polana (bułg. Широка поляна),
- Teketo (bułg. Текето),
- Trakiec (bułg. Тракиец),
- Uzundżowo (bułg. Узунджово),
- Wojwodowo (bułg. Войводово),
- Wygłarowo (bułg. Въгларово),
- Zornica (bułg. Зорница).